# Château de Soult-Berg
Le château de Soult-Berg est situé sur la commune de Saint-Amans-Soult, dans le département du Tarn.

## Histoire
Construit pour le maréchal Soult et sa femme Louise Berg, le château est situé près de Saint-Amans, village natal du maréchal. Il passe ensuite par héritage à la famille Reille.
Le château fait l’objet d’un classement au titre des monuments historiques depuis le 6 novembre 1995 après une première inscription le 27 juin 1983, alors que le parc du château est inscrit depuis le 30 mai 1995. Le château est construit entre 1829 et 1835 par un régiment du génie lorsque Soult est ministre de la Guerre. On l'appelle château de Soult-Berg, qui associe le nom du maréchal à celui de son épouse allemande. Un quartier de Saint-Amans-Soult porte d'ailleurs le nom de « Mas Berg ». C'est à son retour d'exil en Allemagne que Soult fait construire sa demeure.
Lors de l'occupation durant la Seconde Guerre mondiale, des résistants français se réunissaient parfois dans le château vide.

## Architecture
Le château est rectangulaire, mais deux petits avant-corps brisent légèrement la géométrie du bâtiment. Le sous-sol contient les cuisines et la cave. Le rez-de-chaussée abrite une bibliothèque, deux salons et une salle à manger, les chambres et le bureau du maréchal, tout cela organisé autour d'un vestibule à colonnes. En 1864, un petit théâtre inspiré du théâtre Napoléon III de Fontainebleau est construit au premier étage. Celui-ci possède aussi une chapelle ainsi qu'une dizaine de chambres.
Le mobilier d'époque a été conservé, et comprend papiers peints et gypseries.

## Le parc
Le parc du château de Soult-Berg a été réalisé entre 1828 et 1845 à la demande du maréchal. Il est classé aux monuments historiques depuis 1995. Sur plus de quarante hectares de terrain, le parc à l'anglaise possède quelque deux cents essences différentes, souvent rares comme par exemple le Sapin d'eau, le tulipier de Virginie ou encore le chêne rouge d'Amérique. Certains de ces arbres viennent du jardin des plantes de Paris.
Le but du parc était de reprendre le modèle d'un champ de bataille du Premier Empire, sous lequel le maréchal Soult avait servi.